# Wladislaus van Silezië
Wladislaus van Silezië (1237 – 27 april 1270) was de jongste zoon van Hendrik II van Polen en van Anna van Bohemen. Onder de voogdij van zijn broer Hendrik III van Silezië regeerde hij sinds 1248 over Wrocław. In 1265 werd hij aartsbisschop van Salzburg, regent van het hertogdom Wrocław in 1266 en apostolisch administrator van het bisdom Wrocław in 1268.
Bij de dood van zijn vader in de Slag bij Legnica in 1241 was hij nog een kind. Om te vermijden dat de gebieden van Hendrik II van Polen dienden verdeeld te worden onder al zijn zoons, stippelden zijn moeder en zijn oudere broers een geestelijke loopbaan uit voor Wlodizlaus en zijn broer Koenraad. Hij wordt naar het buitenland gestuurd om er te studeren. In tegenstelling tot Koenraad die zijn deel opeist, kiest Wladislaus voor de geestelijke stand en studeert in Padua. Wanneer hij in 1248 meerderjarig wordt, wordt hij symbolisch hertog van Wrocław aan de zijde van zijn broer Hendrik III de Witte. Het grootste deel van zijn tijd brengt hij echter door aan het hof van Ottokar II van Bohemen. Deze helpt hem om een glansrijke geestelijke loopbaan uit te bouwen. Hij wordt lid van het kapittel van Vyšehrad (Praag) in 1255. In 1256 wordt hij kanunnik in Bamberg. Hij komt in 1262 terug naar Wrocław als scholastiek. In 1265 wordt hij door de paus benoemd tot aartsbisschop van Salzburg. Bij de dood van Hendrik III de Witte in 1266 wordt hij alleen hertog van Wrocław en neemt hij de voogdij op van zijn neefje Hendrik IV de Rechtvaardige. Hij slaagt erin om in 1267 het canonisatieproces van zijn van grootmoeder Hedwig van Silezië tot een goed einde te brengen. Een jaar later wordt hij benoemd aan het hoofd van het bisdom Wrocław. Omdat hij als aartsbisschop van Salzburg, niet tegelijkertijd bisschop van Wrocław kan zijn, wordt hij apostolisch administrator van het bisdom Wrocław. Wladislaus werd vermoedelijk vergiftigd.